# José Fernando Bulnes
José Fernando Bulnes Zelaya ou Azulejo (21 de outubro de 1946) é um ex-futebolista profissional hondurenho, que atuava como defensor.

## Carreira
José Nazar fez parte do elenco da histórica Seleção Hondurenha de Futebol das Copas do Mundo de 1982, ele fez duas partidas. 